# Proscissio cana
Proscissio cana är en tvåvingeart som beskrevs av Frederick Wollaston Hutton 1901. Proscissio cana ingår i släktet Proscissio och familjen parasitflugor. Inga underarter finns listade i Catalogue of Life.